# Rhaphidostichum eberhardtii
Rhaphidostichum eberhardtii là một loài Rêu trong họ Sematophyllaceae. Loài này được (P. de la Varde & Thér.) Broth. miêu tả khoa học đầu tiên năm 1925.